# Смъртоносно желание
 Тази статия е за филма от 1974 година.  За филмовата поредица вижте Смъртоносно желание (филмова поредица).  
„Смъртоносно желание“ (на английски: Death Wish) е американски филм от 1974 година, екшън трилър на режисьора Майкъл Уинър по сценарий на Уендел Мейс, базиран на едноименния роман на Брайън Гарфилд от 1972 година.
В центъра на сюжета е мъж на средна възраст, който извършва поредица от убийства на случайни престъпници, след като домът му е нападнат, съпругата му е убита, а дъщеря му получава сериозни психични травми. Главните роли се изпълняват от Чарлс Бронсън, Хоуп Ленг и Винсънт Гардения.
„Смъртоносно желание“ има голям търговски успех и поставя началото на поредица от четири продължения между 1982 и 1994 година.

## Филми от поредицата за „Смъртоносно желание“
Поредицата „Смъртоносно желание“ включва 6 филма:
- „Смъртоносно желание“ (1974)
- „Смъртоносно желание II“ (1982)
- „Смъртоносно желание 3“ (1985)
- „Смъртоносно желание 4“ (1987)
- „Смъртоносно желание V“ (1994)
- „Лично правосъдие“ (2018)